# Floscaldasia
Floscaldasia là một chi thực vật có hoa trong họ Cúc (Asteraceae).

## Loài
Chi Floscaldasia gồm các loài: